# عبد الرحمن بلعياط
عبد الرحمن بلعياط سياسي جزائري، شغل منصب وزير التجهيز والتهيئة العمرانية بحكومة حمداني.